# Gauten

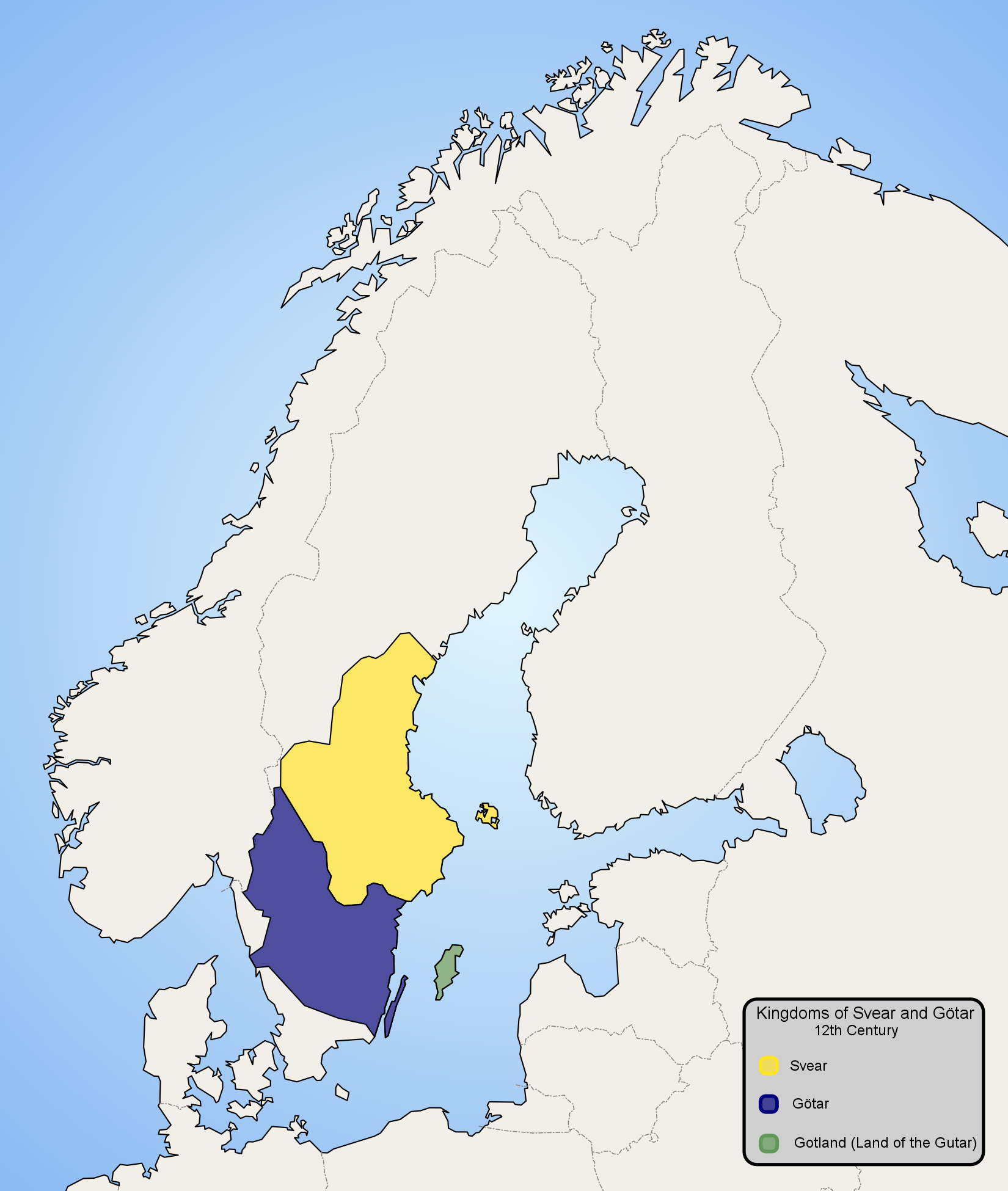
Zweden voor de vereniging met Götaland.
Svear
Gauten
Gotlanders

De Gauten (Zweeds götar [ˈjøːtar]), niet te verwarren met de Goten, waren een Germaans volk dat het zuiden van Zweden bewoonde. Ze worden het eerst genoemd door Ptolemaeus als goutai. In de Scandinavische sagen worden ze Gautar [ˈɡɑu̯tɑr] genoemd en in het Angelsaksische Beowulf Gēatas [ˈjæɑ̯tɑs].